# Gymnetis
Gymnetis är ett släkte av skalbaggar. Gymnetis ingår i familjen Cetoniidae.

## Bildgalleri

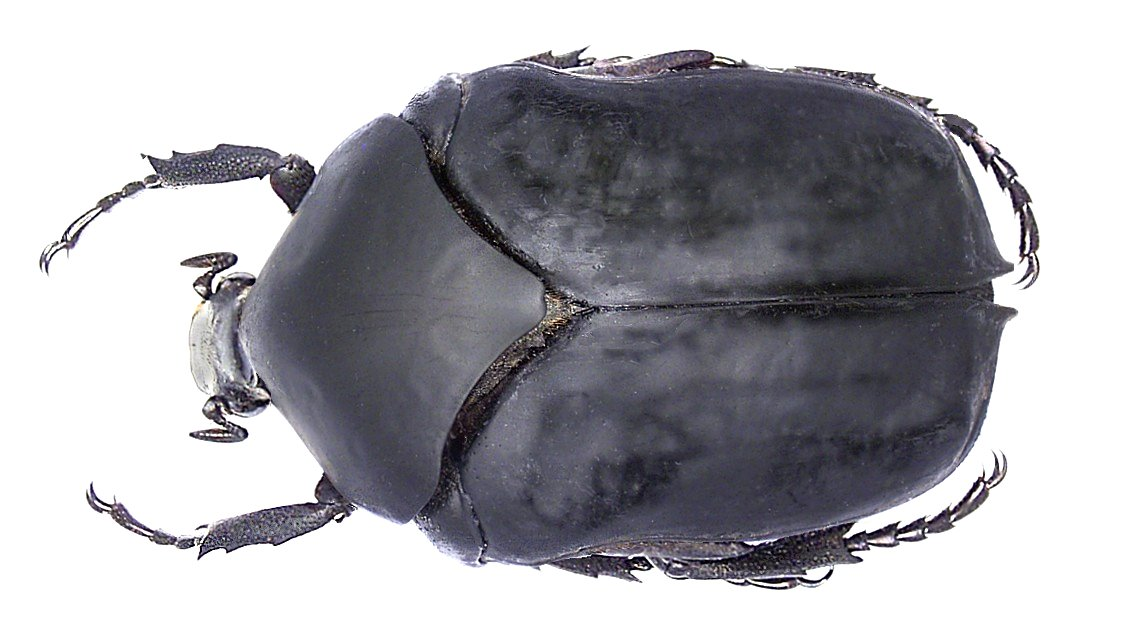

## Dottertaxa tillGymnetis, i alfabetisk ordning[1]
- Gymnetis bajula
- Gymnetis bomplandi
- Gymnetis bouvieri
- Gymnetis carbo
- Gymnetis caseyi
- Gymnetis cerdai
- Gymnetis chalcipes
- Gymnetis chevrolat
- Gymnetis chevrolati
- Gymnetis coturnix
- Gymnetis flaveola
- Gymnetis flavomarginata
- Gymnetis hebraica
- Gymnetis hieroglyphica
- Gymnetis holosericea
- Gymnetis lanius
- Gymnetis margineguttata
- Gymnetis marmorea
- Gymnetis pantherina
- Gymnetis pardalis
- Gymnetis poecila
- Gymnetis pudibunda
- Gymnetis pulchra
- Gymnetis punctipennis
- Gymnetis rufilatris
- Gymnetis sculptiventris
- Gymnetis stellata
- Gymnetis strigosa
- Gymnetis subpunctata
- Gymnetis xanthospila